# Відмовки
Відмовки (англ. The Runaround) — американський комедійний детектив режисера Чарльза Лемонта 1946 року.

## Сюжет
Приватні детективи Кілдейн і Куейл залишають велике агентство, щоб працювати самостійно. Їх перше завдання (займаються піратством від старої фірми): врятувати спадкоємицю Пенелопу Гемптон, у змаганні з колишнім босом Прентіссом.

## У ролях
- Елла Рейнес — Пенелопа «Аннабель» Гемптон
- Род Камерон — Едді Дж. Кілдейн
- Бродерік Кроуфорд — Луїс Прентісс
- Френк МакХью — Воллі Куейл
- Семьюель С. Хайндс — Норман Гемптон